# Csangcsiacsie

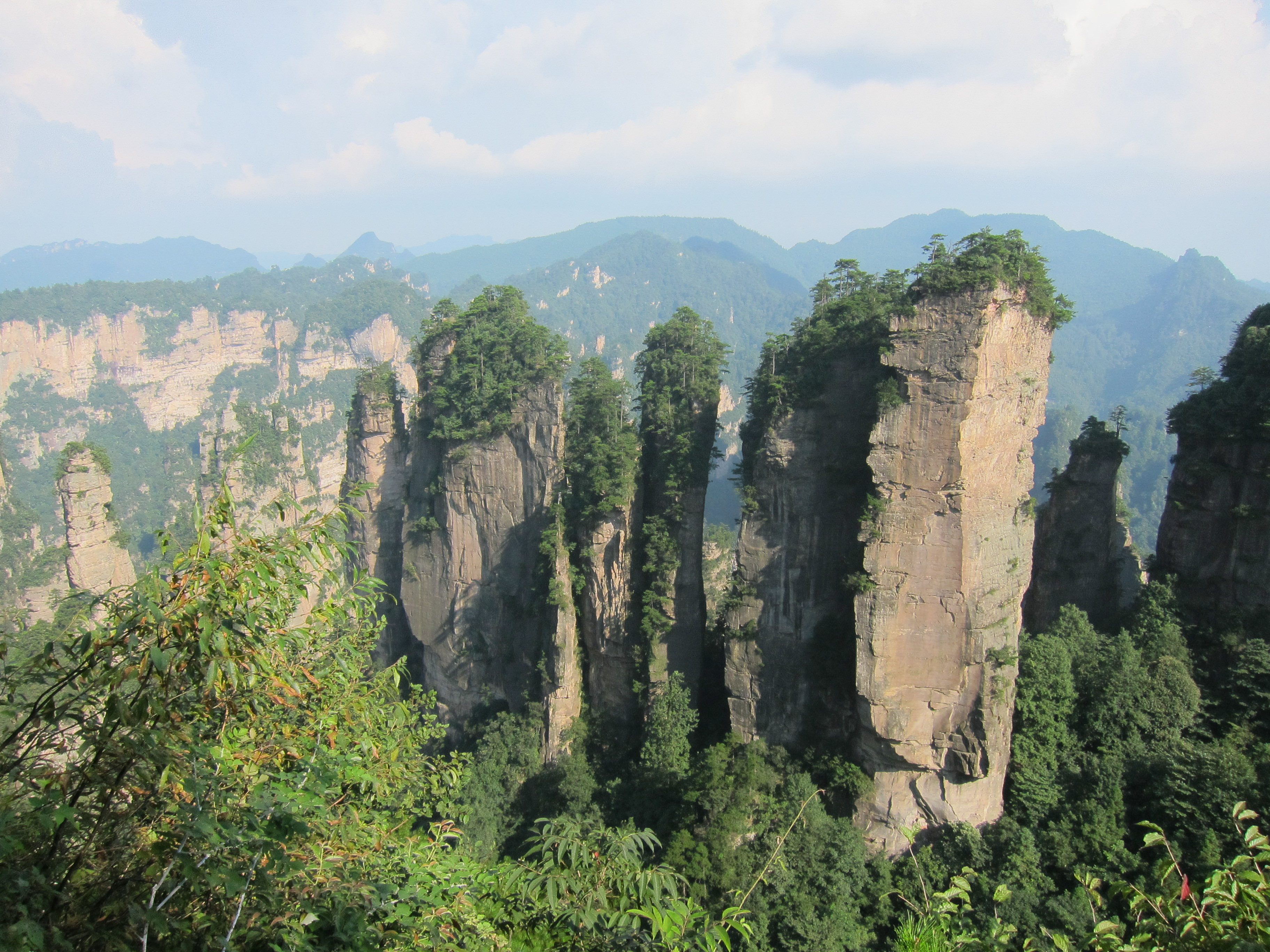

Csangcsiacsie (egyszerűsített kínai írással: 张家界市, pinjin: Zhāngjiājiè) prefektúra szintű város Kínában, Hunan tartományban. Lakosainak száma 1 517 027 fő (2020).
Itt található a Zhangjiajie Nemzeti Erdőpark, a Wulingyuan festői terület része, amelyet 1992-ben az UNESCO a világörökség részévé nyilvánított.

## Népesség
| 2018 | 1 537 900 |
| 2020 | 1 517 027 |

## Testvérvárosok
- Hadong County
- Pattaja
- Santa Fe